# Saitō Toshimitsu
Saitō Toshimitsu (斎藤 利三?; 1534 – 6 luglio 1582) è stato un militare giapponese fu un samurai del periodo Sengoku.
Toshimitsu, noto anche come Saitō Kuranosuke Toshizō, proveniva dalla provincia di Mino e fu per lungo tempo servitore di Akechi Mitsuhide, sebbene all'inizio servisse Saitō Yoshitatsu e successivamente Inaba Yoshimichi.
Era considerato un soldato competente. Secondo una versione degli eventi, fu catturato dopo la battaglia di Yamazaki e giustiziato nei campi di esecuzione di Higashiyama Awata. Un'altra teoria racconta che si uccise il giorno dopo la battaglia. Si racconta che i suoi amici intimi, il pittore Kaihō Yūshō e il maestro del tè Tōyōbō Chōsei, portarono la sua testa a Shinnyodō, un tempio nella parte orientale di Kyoto, dove lo seppellirono.
La figlia di Toshimitsu era la famosa Kasuga no Tsubone, che divenne balia di Tokugawa Iemitsu, il terzo shōgun Tokugawa.

## Nella cultura di massa
È stato interpretato da Masanobu Katsumura nel film del 2023 Kubi.